# 真・女神転生〜EDEN〜
『真・女神転生〜EDEN〜』（しん・めがみてんせい エデン）は、天辰睦紀による日本の漫画作品。『真・女神転生』を題材とした小説である『廃墟の中のジン』（作者：吉村夜）を原作としている。『月刊コミックドラゴン』（富士見書房）の2002年4月号から2002年11月号にかけて連載された。

## ストーリー
悪魔の暗躍によって国家間で全面核戦争が勃発したことで、地上は悪魔が跋扈する焦土と化し、人類文明は風前の灯にあった。弱き人々は災いの元凶である悪魔にすらすがりつくようになり、善の神々や天使を崇め、法による秩序を望むメシア教、混沌の悪魔を崇め、自由な世界を求めるガイア教が勢力を伸ばしていた。しかし、一部の力ある者は悪魔を使役する悪魔召喚士として、己の道を追い求めようとしていた。

## 登場人物

### メインキャラクター
ジン
本作の主人公。悪魔召喚士の少年。ライシンのアジトを引き継ぎ、そこで身寄りの無い子供たちを集めて共同生活をしている。他人を慈しみ、己を犠牲にするLAWサイドの考えをしている。
ジャック
悪魔召喚士の少年。かつて悪魔に右半身を食われために右半身を機械化している。誰にも負けない力を求めるCHAOSサイドの考えをしている。
アヤメ
悪魔召喚士の少女。悪魔との混血で、その印として額に三番目の瞳が存在する。

### サブキャラクター
ライシン / 雷 真（いかづち まこと）
かつて、ジンとジャックとアヤメの3人が人さらいに捕まっていた所を救ってからは親代わりとして3人を育てた悪魔召喚士。3人の精神的な柱となっている。核戦争による大崩壊以前は、日本の特務機関で悪魔召喚士として働いていた。
カラス
ジンのアジトで医療担当をしている少女。ジャックの子供を身ごもっている。
スザキ
新宿でジャンク屋を営む老人。大崩壊以前はライシンと共に日本の特務機関に所属しており、悪魔のデータを解析して人間に服従する人工悪魔を造る研究をしていた。
オルトロス
ジンが使役する仲魔の悪魔。元々はライシンが使役する仲魔であったが、ライシンがジンたちの所から去る際にジンに託された。
フラロウス
異形の姿をした最強クラスの堕天使。悪魔達を率いて、狩りとしてジンたちのアジトを襲撃した。
サラスヴァティ
マハラギオンとの戦いに向けてスザキがアヤメに託した合成悪魔の女神。炎を防ぐ能力を持つ。
マハラギオン
EDENの入口を守る最強の人工悪魔。本来はEDENを外敵から守る存在であったが、EDENの目的が歪められたことを許せなかった1人の研究者によって、外部からの侵入者をすべて排除するように命令プログラムが書き換えられたために、マハラギオンに守られたEDENは無人のまま誰も入れなくなった。

## 用語
無銘の刀
ライシンがジンに託した刀。フラロウスとの闘いの最中に折れてしまったが、残った刃をナイフに作り変えようとした際に、刃の柄に隠されたライシンからの手紙を見つける。
ピースメーカー
ライシンがジャックに託した銃。かつて海の向こうの大陸の無法地帯で社会に秩序をもたらす力を担っていた。
EDEN
大崩壊以前に、日本政府が非常事態における国家再建の基盤となるべくして造った最高国家機密の地下シェルター。食料や武器、あらゆる生産施設を備え、悪魔や核攻撃にも耐えられる。本来、EDENの住人には優れた人材が選ばれ、国家再建の礎となるはずであったが、政治家や支配階級によって利己主義の温床に成り果てたため、ある研究者によって門番であるマハラギオンの命令プログラムが書き換えられ、核攻撃の危機が迫り、押し寄せた人々は一掃され、無人のまま放置されることとなった。

## 単行本
- 真・女神転生〜EDEN〜、2003年2月1日初版発行、ISBN 4-04-926218-5